# José Rojas Rojas

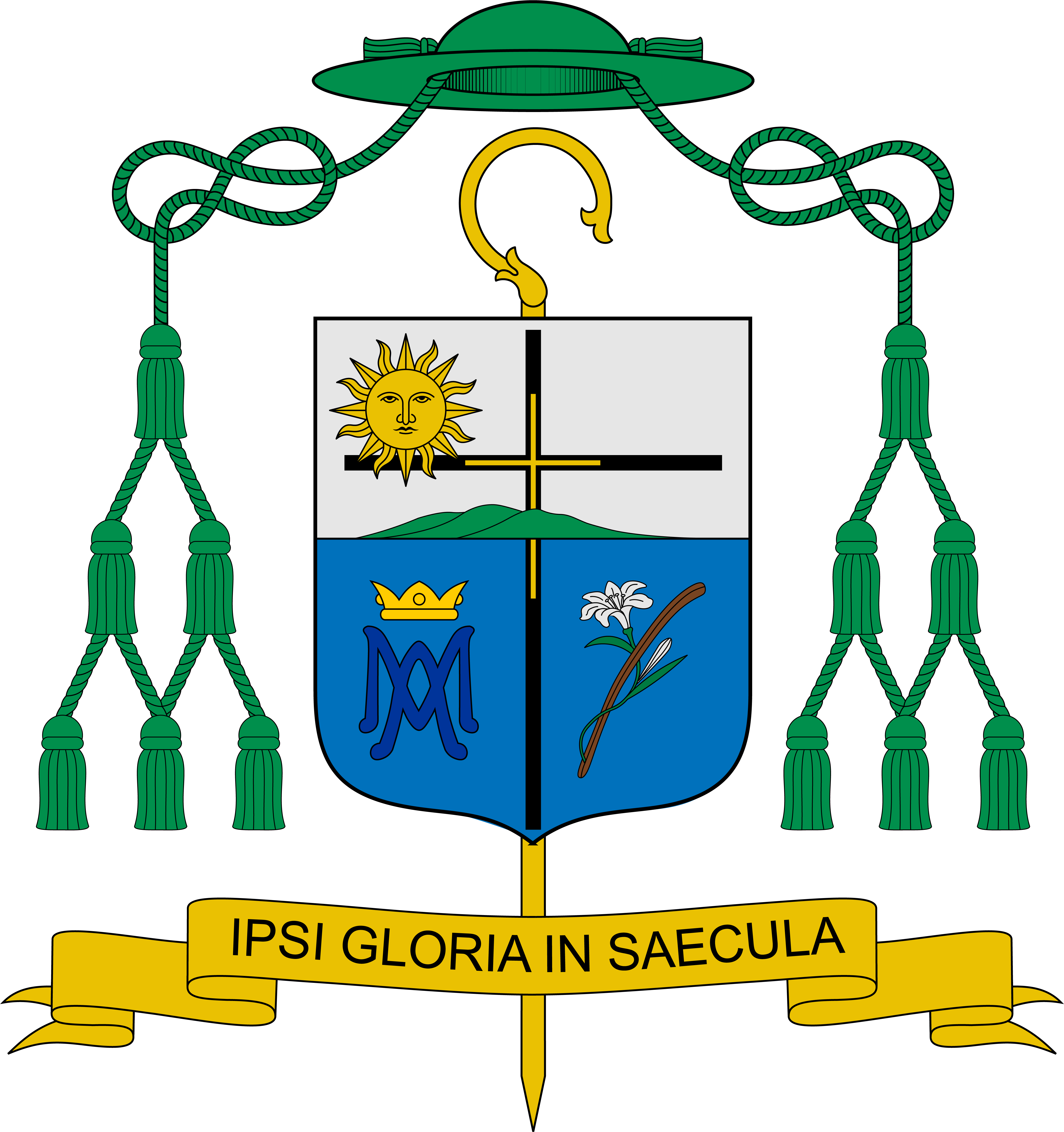
Phù hiệu áo giáp của Giám mục José Rojas Rojas.

José Rojas Rojas (sinh 1956) là một Giám mục người Philippines của Giáo hội Công giáo Rôma. Ông hiện là Giám mục chính tòa Giáo phận Libmanan. Trước đó, ông cũng đảm nhận nhiều vị trí khác nhau như Giám mục Địa phận Libmanan, sau thăng Giáo phận và Giám mục Phụ tá Tổng giáo phận Caceres.

## Tiểu sử
Giám mục José Rojas Rojas sinh ngày 18 tháng 8 năm 1956 tại Thành phố Cebu, thuộc Philippines. Sau quá trình tu học daì hạn tại các cơ sở chủng viện theo quy định của Giáo luật, ngày 29 tháng 3 năm 1981, Phó tế Rojas, 25 tuổi, tiến đến việc được truyền chức linh mục. Nghi thức truyền chức do Tổng giám mục Teopisto Valderrama Alberto, Tổng giám mục Tổng giáo phận Caceres (Nueva Caceres). Tân linh mục cũng là thành viên linh mục đoàn Tổng giáo phận này.
Sau gần 25 năm thực hiện các hoạt động mục vụ trên cương vị là một linh mục, ngày 25 tháng 7 năm 2005, tin tức từ Tòa Thánh cho biết Giáo hoàng đã quyết định tuyển chọn linh mục José Rojas Rojas vào hàng ngũ các Giám mục, với chức vị Giám mục phụ tá Tổng giáo phận Caceres, và danh hiệu Giám mục Hiệu tòa Idassa. Lễ tấn phong cho vị tân chức được cử hành cách trọng thể sau đó vào ngày 15 tháng 9 cùng năm, với phần nghi thức chính yếu của việc truyền chức do 3 giáo sĩ cấp cao đảm trách. Chủ phong cho vị tân chức là Tổng giám mục Antonio Franco, Sứ thần Tòa Thánh tại Philippines. Hai vị khác với vai trò phụ phong gồm có Tổng giám mục Adolfo Tito Camacho Yllana, Sứ thần Tòa Thánh tại Quần đảo Solomon và Tổng giám mục Leonardo Zamora Legaspi, O.P., Tổng giám mục chính tòa Tổng giáo phận Caceres (Nueva Caceres).
Ba năm sau khi được tấn phong làm Giám mục phụ tá Caceras, ngày 19 tháng 5 năm 2008, Tòa Thánh loan báo tin việc thuyên chuyển Giám mục Rojas làm Giám mục Vùng Libmanan và vị tân chức đã đến nhận nhiệm sở mới vào ngày 2 tháng 7 cùng năm. Nừa năm sau đó, ngày 25 tháng 3 năm 2009, Tòa Thánh thông báo việc quyết định nâng vùng Libmanan lên hàng Giáo phận, đồng thời cũng tái xác nhận việc tuyển lựa Giám mục José Rojas Rojas tiếp tục quản lý giáo phận tân lập này, với một chức danh mới là Giám mục chính tòa.